# Rubén Ariel Chávez
Rubén Chávez (Albarellos, 22 de mayo de 1974) es un exfutbolista argentino. Se desempeñó como marcador central y se inició en Rosario Central.

## Carrera
Debutó en el canalla en el Apertura 1995 en un partido previo a las instancias definitorias de la Copa Conmebol 1995. En 1997 pasó al fútbol venezolano, donde fue campeón y obtuvo reconocimiento a sus cualidades futbolísticas. En el 2003 ascendió a Primera B Nacional con Tiro Federal. En 2009 llegó a Defensores de Villa Ramallo, con el que consiguió ascender al Argentino A. Cerró su campaña en 9 de Julio de Berabevú, equipo de la liga Doctor Ramón F. Pereyra, en la provincia de Santa Fe.

## Clubes
| Club                   | País      | Año       |
| ---------------------- | --------- | --------- |
| Rosario Central        | Argentina | 1995-97   |
| Deportivo Táchira      | Venezuela | 1997-98   |
| Deportivo Italchacao   | Venezuela | 1998-2000 |
| Monagas SC             | Venezuela | 2000      |
| Deportivo Italchacao   | Venezuela | 2001      |
| Monagas SC             | Venezuela | 2002      |
| Tiro Federal Argentino | Argentina | 2003      |
| Monagas SC             | Venezuela | 2004-05   |
| Defensores de Ramallo  | Argentina | 2009-2013 |
| 9 de Julio (Berabevú)  | Argentina | 2014      |

## Palmarés
| Equipo                | País      | Título                | Año     |
| --------------------- | --------- | --------------------- | ------- |
| Deportivo Italchacao  | Venezuela | Primera División      | 1998-99 |
| Rosario Central       | Argentina | Copa Conmebol         | 1995    |
| Tiro Federal          | Argentina | Torneo Argentino A    | 2002-03 |
| Defensores de Ramallo | Argentina | Ascenso a Argentino A | 2010-11 |